# Канья (месяц)
Ка́нья (с санскр. कन्या, IAST: Kanyā, «Дева») — это солнечный месяц (шестой из 12-и) в древнеиндийском календаре. Канья соответствует зодиакальному созвездию Дева и приходится примерно на вторую половину сентября и первую половину октября в григорианском календаре.
В ведических текстах месяц Канья называется Набха́сья (санскр. नाभस्या, IAST: Nābhasyā), но в этих древних текстах он не имеет зодиакальных ассоциаций. Солнечный месяц Канья перекрывается с лунным месяцем Ашвина, в индийских лунно-солнечных календарях. Он знаменует собой начало сбора урожая и фестивального сезона на индийском субконтиненте. Ему предшествует солнечный месяц Симха, а за ним следует солнечный месяц Тула.
Месяц Канья называется Пура́тта́си (там. புராட்டசி, IAST: Purāṭṭaci) в тамильском календаре. Древние и средневековые санскритские тексты Индии различаются в своих расчетах относительно продолжительности месяца Канья, как и остальных месяцев. Например, Сурья Сиддханта, датированная ок. 400 годом, рассчитывает продолжительность месяца, как 30 дней, 10 часов, 35 минут и 36 секунд. В отличие от этого, Арья Сиддханта рассчитывает продолжительность месяца, как 30 дней , 10 часов, 57 минут и 36 секунд. Индийские названия солнечных месяцев значимы в эпиграфических исследованиях Южной Азии. Например, месяц Канья, наряду с другими солнечными месяцами, найден вписанным в индийских храмах и памятниках империи Чола средневековой эпохи.
Канья также является астрологическим знаком зодиака в индийской астрологии и соответствует Деве.